# Álvaro Ribeiro
Álvaro de Carvalho de Sousa Ribeiro, conosciuto come Álvaro Ribeiro (Porto, 1º marzo 1905 – Lisbona, 9 ottobre 1981), è stato un filosofo portoghese.

## Biografia
Tra il 1917 e il 1919, studiò in un istituto domenicano a Parigi.
Si laureò in Storia della Filosofia all'Università di Porto, dove fu discepolo di Leonardo Coimbra negli Anni 1920, entrando in contatto con altri intellettuali portoghesi come Delfim Santos, Adolfo Casais Monteiro e José Marinho.
Álvaro Ribeiro è considerato, assieme al menzionato José Marinho, il fondatore del Movimento della Filosofia Portoghese, che nacque a Lisbona negli Anni 1940 e che riunì, sotto il magistero dei due fondatori, pensatori come, ad esempio, Afonso Botelho, António Braz Teixeira e António Quadros.
Fu direttore della rivista Princípio e collaborò con altre pubblicazioni periodiche, come 57.
Visse gran parte della sua vita nella capitale portoghese.

## Pensiero
Richiamandosi a un'impostazione platonico-pitagorica, Álvaro Ribeiro ritiene che l'insegnamento della filosofia avvenga, non attraverso l'istruzione scolastica ufficiale, bensì in modo iniziatico ed esoterico, nel convivio col maestro, in questo caso, con Leonardo Coimbra, di cui Ribeiro fu discepolo a Porto. Tale approccio pedagogico, tipico dei caffè filosofici di Porto al tempo del movimento Renascença Portuguesa, sarà in seguito continuato dal Movimento della Filosofia Portoghese, a Lisbona.
In linea con gli ideali dei suddetti movimenti, Álvaro Ribeiro si propose di riscoprire e definire l'anima occulta della cultura portoghese, il «genio popolare», la «Filosofia Portoghese» come filosofia nazionale, in una prospettiva essenzialista e spiritualista, lontana dalla cultura moderna e avversa al razionalismo.
Tale anima filosofica portoghese fu cercata da Álvaro Ribeiro soprattutto nella letteratura e nei poeti portoghesi, giacché la filosofia secondo l'autore è arte della parola e il linguaggio ha origine sovrannaturale, su di esso modellandosi il pensiero. Il linguaggio dei poeti ha quindi una dimensione sacerdotale, emblematica e allegorica dalle cui profondità il filosofo deve decifrare la logica del pensiero implicito, attraverso l'intuizione. Tale filosofo è quindi anche filologo e la sua attività è una «arte di filosofare».
Secondo Álvaro Ribeiro, la filosofia portoghese ha una sua originalità e presenta una vocazione preminentemente teologica, artistotelico-cristiana, essendo la teologia la scienza filosofica per eccellenza, in quanto conoscenza speculativa dell'Assoluto, che si dà nel convivio iniziatico tra maestri e discepoli, in una dimensione ispirata che è al tempo stesso filosofica, religiosa e poetica. Tale insegnamento filosofico-teologico non è quindi quello delle università, né quello della Chiesa Cattolica, anche se con questa può entrare in dialogo.
Si noti che il nazionalismo filosofico di Álvaro Ribeiro, pur contemporaneo del regime dell'Estado Novo, non ne fu un'espressione ed è considerato un tentativo originale per risolvere la questione della decadenza portoghese nella contemporaneità e per tracciare la proiezione futura di una patria lusitana che sempre più si allontanava dai gloriosi tempi dei Descobrimentos.

## Opere principali
- O problema da filosofia portuguesa (1943)
- A Arte de Filosofar (1955)